# 우술루탄주

우술루탄 주의 위치

우술루탄주(스페인어: Usulután)는 엘살바도르 남동부에 위치한 주로 주도는 우술루탄이며 면적은 2,130km2, 인구는 366,040명(2013년 기준)이다. 주 이름은 피필어로 "오셀롯의 땅"을 뜻한다. 23개 지방 자치체를 관할한다.